# Niklas Tarvajärvi
Niklas Henrikki Tarvajärvi (Tuusula, 13 marzo 1983) è un ex calciatore finlandese, di ruolo attaccante.

## Carriera

### Club
Inizia la carriera da professionista in Finlandia, giocando nel FC Jokerit dal 2001 al 2004. Nel 2004 viene ingaggiato dal MyPa. Con il MyPa vince la Coppa di Finlandia nel 2004 e la Veikkausliiga nel 2005, il primo campionato vinto nella storia del club di Anjalankoski. Contribuisce alla vittoria del campionato con 13 presenze e un gol.
Nel 2005 viene acquistato dalla squadra olandese dell'Heerenveen. 
Esordisce in Eredivisie il 18 settembre nella partita persa 5-1 in casa del Feyenoord, venendo schierato da Gertjan Verbeek all'85 al posto di Uğur Yıldırım. Segna il primo gol con l'Heerenheven il 2 ottobre 2005, nella partita persa per 3-2 contro il PSV.
Nel febbraio 2009, dopo quattro anni nei Paesi Bassi, durante i quali ha trascorso due stagioni in prestito al Vitesse e al De Graafschap, passa al Neuchâtel Xamax, squadra della Super League (Svizzera) con cui debutta il 14 febbraio in casa dell'Aarau e segna il primo gol l'8 marzo nella partita vinta per 3-1 contro il Vaduz. In totale colleziona 8 presenze e un gol nella massima serie svizzera.
Il 21 luglio 2009 viene acquistato dal Karlsruher e ha firmato un contratto biennale.
Fa il suo esordio in 2.Bundesliga il 7 agosto contro l'Alemannia Aquisgrana. Nella stagione 2009-2010 colleziona 18 presenze e un gol (Segnato contro l'Energie Cottbus) con la prima squadra e tre presenze con il Karlsruhe II in Regionalliga Süd.
Nella stagione 2010-2011 gioca una sola partita con il Karlsruhe, il 5 febbraio 2011, entrando in campo al 55' al posto di Michael Mutzel nella partita persa per 3-0 in casa del Paderborn.
Il 1º maggio 2011 viene ceduto in prestito al club della Veikkausliiga finlandese del Turun Palloseura, allenato da Marko Rajamäki.
Esordisce il 6 maggio, nella partita vinta per 2-0 contro l'HJK Helsinki. Nella giornata successiva realizza il suo primo gol nella partita persa per 2-1 contro il Vaasan Palloseura. Anche nella terza giornata mette a segno un gol che non serve ad evitare la sconfitta per 3-1 contro il Jaro. Gioca la sua ultima partita con la squadra di Helsinki il 3 luglio 2011, entrando in campo all'83' al posto di Njazi Kuqi in occasione del pareggio casalingo per 1-1 contro il Vaasan Palloseura. A luglio del 2011, finito il prestito, torna al Karlsruher.
Ad agosto rimane svincolato e viene ingaggiato dal Go Ahead Eagles, squadra della Eerste Divisie, la seconda divisione del campionato di calcio olandese. Debutta con la squadra di Deventer il 9 settembre 2011, entrando in campo al 67' al posto di Marnix Kolder nella partita contro il Veendam finita 2-2.
Alla fine della stagione colleziona 11 presenze e tre reti, tra cui una doppietta nel 5-0 contro il Volendam.
Rimasto svincolato, nel 2013 torna in patria al Rovaniemen Palloseura, squadra della Veikkausliiga. In campionato gioca 10 partite di campionato mettendo a segno un solo gol. La squadra di Rovaniemi termina la stagione al penultimo posto. Il 28 settembre 2013 il RoPS la Coppa di Finlandia, battendo in finale il Kuopion Palloseura. Si tratta della secondo trofeo della storia della squadra lappone, dopo la Coppa di Finlandia del 1986.
A fine stagione resta ancora una volta svincolato.

### Nazionale
Esordisce con la Nazionale finlandese nel 2005. Torna a vestire la maglia della Finlandia per altre due partite nella stagione 2008-2009, contro Svizzera e Giappone.

## Palmarès

### Club

#### Competizioni nazionali
- Veikkausliiga: 1

MyPa: 2005
- Coppa di Finlandia: 2

MyPa: 2004
RoPS: 2013